# São José Operário (Manaus)
São José Operário é um bairro situado na zona leste do município de Manaus. É o sexto bairro mais populoso da cidade, com 78 222 habitantes, segundo estimativas  da Secretaria de Desenvolvimento Econômico, Ciência, Tecnologia e Inovação do Amazonas (SEDECTI) em 2017.

## Características
O bairro é cortado pela avenida Autaz Mirim, mais conhecida como Grande Circular. Conta com vários bancos, uma feira, supermercados, estabelecimentos comerciais (com destaque ao Shopping Grande Circular).